# میرفخرالدین موسوی ننه‌کران
میرفخرالدین موسوی ننه‌کران (زادهٔ ۱۳۰۹ در ننه‌کران) نمایندهٔ حوزهٔ انتخابیهٔ اردبیل در دورهٔ پنجم مجلس شورای اسلامی بوده‌است. وی پیش‌تر در دورهٔ سوم نیز عضو این مجلس بود.